# Championnat d'Argentine de football 1940
Navigation
Saison précédente Saison suivante
La saison 1940 du Championnat d'Argentine de football est la 10e édition professionnelle de la première division argentine. Le championnat rassemble les 18 meilleures équipes du pays au sein d'une poule unique, où chaque club rencontre tous ses adversaires deux fois. Du fait du passage de la Primera División de 18 à 16 équipes, les deux derniers du classement sont relégués en fin de saison mais aucune équipe n'est promue de Segunda División.
C'est le club de Boca Juniors qui termine en tête du championnat et remporte le 10e titre de champion d'Argentine de son histoire.

## Les 18 clubs participants
| \| Buenos Aires La Plata Rosario \| Villes représentées lors de la saison 1940 |
| Buenos Aires La Plata Rosario                                                  |

- Boca Juniors
- San Lorenzo de Almagro
- Estudiantes (La Plata)
- River Plate
- Racing Club
- Independiente
- Chacarita Juniors
- Lanús
- Tigre
- Huracán
- Velez Sarsfield
- Ferro Carril Oeste
- Gimnasia y Esgrima (La Plata)
- Platense
- Atlanta
- Rosario Central
- Newell's Old Boys (Rosario)
- Banfield - Promu de Segunda División

## Compétition

### Classement
Le classement est établi en utilisant le barème suivant :
- Victoire : 2 points
- Match nul : 1 point
- Défaite, forfait ou abandon : 0 point

| Rang | Équipe                        | Pts | J  | G  | N | P  | Bp | Bc | Diff |
| ---- | ----------------------------- | --- | -- | -- | - | -- | -- | -- | ---- |
| 1    | Boca Juniors                  | 55  | 34 | 24 | 7 | 3  | 87 | 36 | +51  |
| 2    | Independiente T               | 47  | 34 | 20 | 7 | 7  | 90 | 49 | +41  |
| 3    | River Plate                   | 42  | 34 | 17 | 8 | 9  | 92 | 54 | +38  |
| 3    | Huracán                       | 42  | 34 | 19 | 4 | 11 | 80 | 62 | +18  |
| 5    | Racing Club                   | 41  | 34 | 18 | 5 | 11 | 84 | 67 | +17  |
| 6    | Estiudiantes (La Plata)       | 39  | 34 | 18 | 3 | 13 | 80 | 72 | +8   |
| 7    | Gimnasia y Esgrima (La Plata) | 38  | 34 | 17 | 4 | 13 | 77 | 86 | -9   |
| 8    | Newell's Old Boys (Rosario)   | 37  | 34 | 14 | 9 | 11 | 70 | 61 | +9   |
| 9    | San Lorenzo de Almagro        | 30  | 34 | 11 | 8 | 15 | 62 | 65 | -3   |
| 10   | Banfield P                    | 29  | 34 | 11 | 7 | 16 | 67 | 65 | +2   |
| 10   | Tigre                         | 29  | 34 | 13 | 3 | 18 | 75 | 86 | -11  |
| 10   | Platense                      | 29  | 34 | 12 | 5 | 17 | 51 | 68 | -17  |
| 13   | Rosario Central               | 27  | 34 | 11 | 5 | 18 | 60 | 75 | -15  |
| 13   | Lanús                         | 27  | 34 | 12 | 3 | 19 | 75 | 97 | -22  |
| 13   | Ferro Carril Oeste            | 27  | 34 | 10 | 7 | 17 | 58 | 76 | -18  |
| 16   | Atlanta                       | 26  | 34 | 11 | 4 | 19 | 58 | 87 | -29  |
| 17   | Vélez Sársfield               | 25  | 34 | 11 | 3 | 20 | 51 | 83 | -32  |
| 18   | Chacarita Juniors             | 22  | 34 | 8  | 6 | 20 | 38 | 66 | -28  |

|  | Champion d'Argentine 1940                         |
|  | Relégation en Segunda División                    |
|  | T : Tenant du titre P : Promu de Segunda División |

## Bilan de la saison
| Tableau d'Honneur                   |              |
| Compétition                         | Vainqueur    |
| Championnat d'Argentine de football | Boca Juniors |

| Promotions et relégations    |                                   |
| Promu en Primera Division    | Aucun (passage de 18 à 16 clubs)  |
| Relégués en Segunda Division | Vélez Sársfield Chacarita Juniors |